# Tetrode (geslacht)

Wapen van Tetrode.Het afgeleide wapen van Bloemendaal heeft het grijs en zwart omgewisseld.

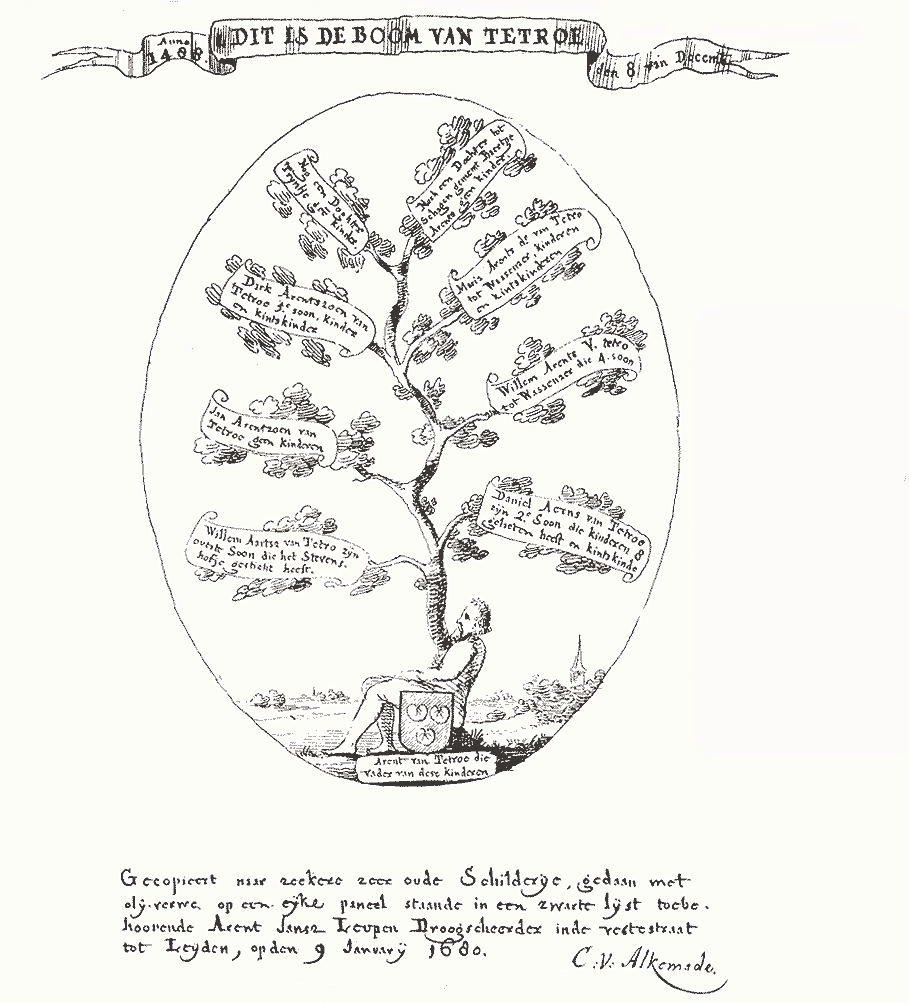
Cornelis van Alkemade kopieerde van een schilderij de stamboom van de familie Van Tetrode. Arent van Tetroo kijkt hier uit over zijn landerijen in Wassenaar en Leiden. Zijn zoon Willem Van tetrode stichtte met een deel van de eigendommen in 1487 het Sint Stevenshofje in aan de Haarlemmerstraat in Leiden. Zijn kleinzoon is de beeldhouwer Willem van Tetrode.

Tetrode of van Tetrode was een Nederlands adellijk geslacht. De leden van het geslacht woonden in Haarlem en hadden een jachtslot - mogelijk kasteel Tetrode - in de huidige gemeente Bloemendaal.
Het wapen van de gemeente Bloemendaal is afgeleid van het familiewapen van het geslacht Van Tetrode. Het geslacht voerde een schild van sabel (dat wil zeggen zwart) met daarop drie plompenbladen van zilver. In het gemeentewapen zijn de kleuren omgedraaid: zwarte pompenbladen op een zilveren achtergrond.
Het dorp Overveen in de gemeente Bloemendaal werd in de middeleeuwen Tetrode genoemd, naar dit geslacht. Tetrode lag waarschijnlijk ten zuidwesten van het huidige Overveen en was een ambachtsheerlijkheid in handen van het geslacht Tetrode. De leden van geslacht woonden voornamelijk in Haarlem en Leiden . Het is niet bekend of er in Tetrode een kasteel of hofstede stond van de heren van Tetrode.
Er is geen aantoonbare familieband tussen het geslacht Tetrode en het veel latere lettergietersgeslacht Tetterode; de twee geslachten dienen dan ook niet met elkander verward te worden.

## Oorsprong van de naam
De familie van Tetrode heeft zich naar hun bezit de heerlijkheid Tetrode vernoemt. Het eerste deel van de naam van de heerlijkheid is waarschijnlijk een verwijzing is naar Vrouwe Tetta of Tetburga, de vrouw van Siegfried van Holland, die rond het jaar 1000 in het gebied een hoeve, een verdedigbare boerderij bewoonde.
Het tweede deel van de naam verwijst hoogstwaarschijnlijk naar het kappen of rooien van bomen, hetgeen met name in de 13e eeuw een belangrijk activiteit was binnen de grootschalige ontginningen die in het toenmalig bosrijke gebied plaatsvonden.

## Enkele telgen
Willem Aerntsz van Tetrode (ca. 1450) was een rijke bierbrouwer en stichter van het Sint Stevenshofje aan de Haarlemmerstraat in Leiden. Het hofje is genoemd naar de patroonheilige van het Leidse brouwersgilde, 
Willem van Tetrode (ca. 1525-1588) was een Nederlands beeldhouwer. Waarschijnlijk is hij geboren in Delft, waar zijn beide ouders ook woonden. In Italië werd Willem Tetrode, Guglielmo Fiammingo genoemd, letterlijk vertaald Willem de Vlaming.[1]
Tetrode was een veelzijdig beeldhouwer, die verschillende materialen gebruikte. Hij haalde zijn onderwerpen voornamelijk uit de klassieke mythologie en de bijbel. Veel van zijn figuren staan met hun benen gespreid, het bovenlichaam gedraaid ten opzichte van het onderlichaam. Tetrode was een van de kunstenaars die de maniëristische beeldhouwkunst in Nederland introduceerden.